# Leandro Vega
Leandro Sebastián Vega (José C. Paz, 27 mei 1996) is een Argentijns voetballer die bij voorkeur als centrale verdediger speelt. Hij wordt door River Plate verhuurd aan Newell's Old Boys.

## Clubcarrière
Vega is afkomstig uit de jeugdacademie van River Plate. Op 30 maart 2015 maakte hij zijn opwachting in de Argentijnse Primera División tegen Gimnasia La Plata. Hij speelde meteen de volledige wedstrijd. In zijn debuutjaar speelde de verdediger tien competitieduels. Tijdens het seizoen 2016/17 wordt Vega verhuurd aan Newell's Old Boys, dat een koopoptie heeft.

## Interlandcarrière
Vega kwam reeds uit voor diverse Argentijnse nationale jeugdelftallen. Hij speelde onder meer zeven interlands voor Argentinië –20.